# Mul del Kent
Mul (... – 687) fu un re anglosassone che regnò sul Kent dal 686 al 687.

## Biografia
Il nome Mul è molto insolito ed è stato ipotizzato che derivi dal latino mulus che significa mulo, parola nota per essere entrata nel vocabolario dell'inglese antico; presumibilmente era un soprannome che divenne abituale. Il padre di Mul era Coenberht, cosa che lo rende un membro della Casa del Wessex (un discendente di Cynric) e suo fratello era Caedwalla del Wessex. Mul è descritto come regnante brevemente come re del Regno del Kent dopo la sua conquista da parte di Caedwalla nel 686. La cronaca anglosassone riferisce che nel 686 "Caedwalla e Mul, suo fratello, devastarono Kent e Wight". Il regno di Mul è menzionato anche in una carta di Swaefheard.

## Morte
Mul sembra aver governato solo un anno prima che la popolazione locale si ribellasse contro di lui nel 687, inseguendo lui ei suoi seguaci in un edificio vicino alla chiesa locale e dandogli fuoco, bruciandoli a morte. La cronaca anglosassone riporta che "Mul fu bruciato nel Kent e altri 12 uomini con lui; e quell'anno Caedwalla devastò nuovamente il Kent". La stessa cronaca osserva che nel 694 il popolo del Kent fece i conti con Ine del Wessex, il successore di Caedwalla, e gli concesse una somma "perché avevano bruciato Mul in precedenza".